# Barry McKinnon
Barry Benjamin McKinnon (* 1944 in Calgary, Alberta; † 30. Oktober 2023) war ein kanadischer Dichter, der 1992 den zu den BC Book Prizes gehörenden Dorothy Livesay Poetry Prize und 1995 sowie 2004 den bp Nichol Chap-Book Award gewinnen konnte.

## Leben
Barry Benjamin McKinnon wurde 1944 in Calgary, Alberta, geboren, wo er auch aufwuchs. In der Jugend war McKinnon ein begabter Bebop-Schlagzeuger, wurde aber von Bradford Robinson davon überzeugt, dass er ein noch größeres Dichttalent besitzen würde. Robinson nahm sich die Zeit, redigierte bereits bestehende Texte McKinnons, ließ den jungen Mann diese weiter verbessern, bis beide von dem Ergebnis überzeugt waren. 1965 besuchte McKinnon nach zwei Jahren College die Sir George Williams University in Montreal, wo er Lyrikkurse bei Irving Layoton absolvierte. 1967 graduierte mit einem Bachelor und 1969 mit einem Magister artium an der University of British Columbia in Vancouver. Bereits 1967 debütierte er mit der Gedichtsammlung The Golden Daybreak Hair. 1969 trat er eine Stelle als Englischlehrer am College of New Caledonia in Prince George an, wo er seitdem lebte. McKinnon schreibt bevorzugt in der Form des Langgedichts (long poem) oder der Seriensequenz.
1970 begründete er die Caledonia Writing Series und fungierte in den folgenden Jahren als ihr Herausgeber. Die Caledonia Writing Series sollten sich seitdem als Forum der unabhängigen Dichter British Columbias etablieren. Seine Interviews mit diesen Dichtern wurden 1980 im Journal Open Letter veröffentlicht. 1971 formulierte McKinnon in Al Purdys Anthologie Storm Warning folgende Selbstbeschreibung „I started to write poetry as an act of rebellion — to claim an identity that was my own.“
The The (1980) kam im darauffolgenden Jahr in die Finalrunde des namhaften Governor General's Award.
1990 gab er Victoria Walkers Werk Suitcase heraus, das in diesem Jahr den Dorothy Livesay Poetry Prize erhielt. Durch seinen Wohnsitz in British Columbia wurde er seinerseits zwei Jahre später für den zu den BC Book Prizes gehörenden Dorothy Livesay Poetry Prize nominiert. Diese Auszeichnung konnte er in diesem Jahr mit Pulplog für sich entscheiden. Den bp Nichol Chap-Book Award vermochte er 1995 und 2004 für sich entscheiden.
Bolivia/Peru (2003) ist eine Vermischung von Prosafragmenten, Tagebucheinträgen und Gedichten, die auf einer fünfwöchigen Reise durch Peru basierten und mit der McKinnon 2004 den bp Nichol Chap-Book Award erhielt. In the millenium (2009) vereint in sich eine Sammlung von Gedichten der letzten zehn Jahre und diverse Prosatexte McKinnons.
Barry McKinnon unterrichtete Englisch am College of New Caledonia in Prince George, British Columbia bis zu seiner Pensionierung im Jahre 2005. Am 26. Mai 2006 verlieh ihm die University of British Columbia die Ehrendoktorwürde der Rechte. Als Begründung führte man an, dass er sich 35 Jahre lang all jenen Etatbeschränkungen im Fach Kreatives Schreiben widersetzt habe, um weiterhin trotz der regionalen Enge die kanadische Lyrik ähnlich wie George Bowering voranzutreiben: „For over 35 years, Barry McKinnon has suffered the budget cuts and downsizing, the redistribution of resources to more practical programs than creative writing, and the stigma of being from a smaller urban centre“.
Zu seinen bekannteren Schülerinnen gehört Barbara Munk. Während seiner Zeit in der Provinzmetropole Prince George organisierte McKinnon mehr als 100 Lesungen, darunter auch mit Margaret Atwood, Michael Ondaatje und den früheren Einwohner der Stadt Brian Fawcett.

## Rezension
zu In the Millennium
- „McKinnon stretches language and form. It takes a few readings to get the gist and admire it. Will readers have the patience? We live and read under the tyranny of instant access and these poems do not lend themselves to a quick hit. Yet someone has to do it; stretch the language. The complex realities that inform his poems are fractured on the page, cut up, jagged, interspersed on spaced-out lines. Spliced assemblages do not make for pretty poems. McKinnon says he wants his poems to be ‚habitable and yet show dissolving forces‘.“[15]

zu Wrestling the Alligator
- „Barry McKinnon’s Wrestling the Alligator is a sly.“[17]

## Rezeption
- „The most graphic example of poem as process that I can find is Barry McKinnon's The Death of a Lyric Poet.“[18]

## Werk
Lyrik und Prosa
- The Golden Daybreak Hair. Toronto, ON: Aliquondo Press, 1967.
- The Carcasses of Spring. Vancouver, BC: Talonbooks, 1971.
- Stamp collection : written and drawn with a special delivery, morning of Aug. 27/70. Blewointmentpress, Vancouver 1973.
- I Wanted to Say Something. Prince George, BC: Caledonia Writing Series, 1975.
- Death of a Lyric Poet. Prince George, BC: Caledonia Writing Series, 1975.
- Songs & Speeches. Prince George, BC: Caledonia Writing Series, 1976.[19]
- Sex at Thirty One. Prince George, BC: Caledonia Writing Series, 1977.
- The organizer. Gorse Press, Prince George, B.C 1979.
- The the. (Fragments). Prince George, BC: Repository / Gorse Press, 1979.
- The The. Toronto, ON: Coach House Press, 1980. (1981 für den Governor General's Award nominiert) ISBN 0-88910-217-1.
- Thoughts/Sketches. North Vancouver, BC: Tatlow/Gorse, 1985.
- I Wanted to Say Something. Red Deer, AB: Red Deer College Press, 1990. ISBN 0-88995-046-6.
- Pulplog. Prince George, BC: Caitlin Press, 1991, ISBN 0-920576-34-6.
- Four Realities: poets from northern BC. Prince George, BC: Caitlin Press, 1992.
- Arrythmia. Prince George, BC: Gorse Press, 1994.
- The Centre. Prince George, BC: Caitlin Press, 1995, ISBN 0-920576-51-6.
- Bolivia/Peru. Gorse Press, Prince George 2003, ISBN 1-895101-12-3.
- The centre : poems, 1970-2000. Talonbooks, Vancouver 2004, ISBN 0-88922-497-8.
- In the millenium. New Star Books, Vancouver 2009, ISBN 978-1-55420-047-4.

Kurzgeschichten
- John Harris; Barry Benjamin McKinnon (Hrsg.): The Pulp mill. A collection of local short stories. Repository Press, Prince George 1977, ISBN 0-920104-00-2.

Artikel
- With Jim Brown: Vancouver Writing Seen in the 60s. In: line 7/8. 1986, S. 940–123.
- Sappho’s Gaps: a review of If Not, Winter: Fragments of Sappho by Anne Carson. In: Vancouver Review. 11. November 2004. (Printfassung war gekürzt). Abgerufen am 8. Juli 2012.

## Auszeichnungen und Nominierungen
- 1981: Finalist beim Governor General's Literary Award, für  The The
- 1981: Malahat Review Award für die von McKinnon betreute Gorse Press
- 1992: Dorothy Livesay Poetry Prize für Pulplog
- 1995: bp Nichol Chap-Book Award für Arrythmia
- 2004: bp Nichol Chap-Book Award für Bolivia/Peru
- 2007: Canada Reads-Auswahl (The UNBC Reads Book Choice) fällt unter anderem auf The Centre: Poems 1970-2000[20]
- 2008: Shortlist bp Nichol Chap-Book Award für Surety Disappears[21]